# Iracelma Silva
Pour les articles homonymes, voir Silva.
Iracelma Patrícia da Silva (née le 1er février 1991) est une joueuse angolaise de handball. Elle évolue au club de Primeiro de Agosto et elle est membre de l'équipe d'Angola de handball féminin.
Elle a représenté l'Angola au Championnat du monde de handball féminin 2017 en Allemagne.

## Palmarès

### En club
compétitions internationales
- vainqueur du Super globe féminin en 2019 (avec CD Primeiro de Agosto)

### En équipe nationale
Championnats du monde
- 19e place au Championnat du monde 2017
- 15e place au Championnat du monde 2019

Jeux africains
- Médaille d'or aux Jeux africains de 2019.